# Frédéric Guillaume Dufaux
Frédéric Guillaume Dufaux (* 23. Juni 1820 in Les Ponts-de-Martel; † am 19. September 1872 in Genf) war ein Schweizer Bildhauer.

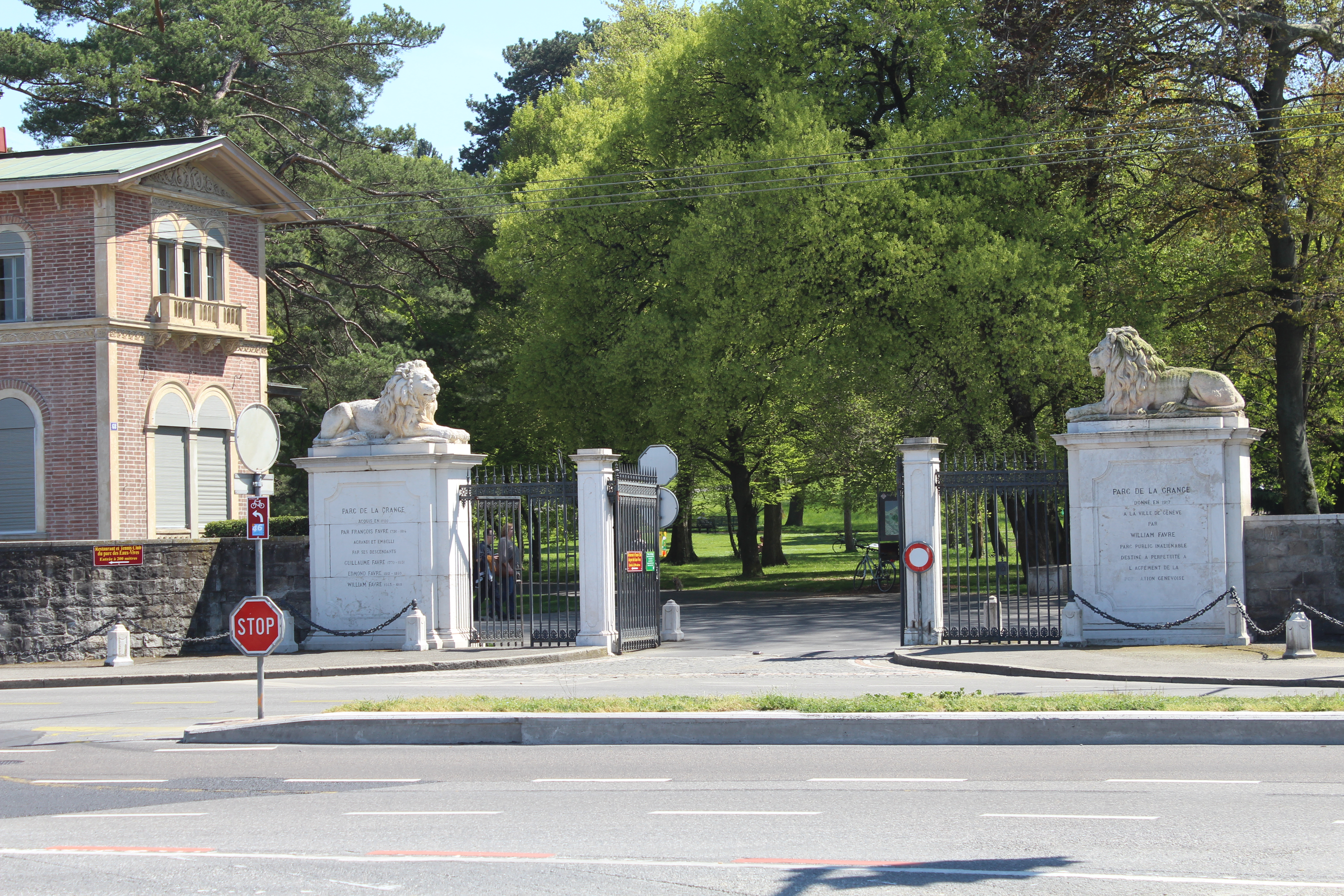
Zwei Löwenskulpturen beim Nordtor des Parc La Grange in Genf

## Leben
Frédéric Guillaume Dufaux stammt aus einer Künstlerfamilie des Kantons Neuenburg. Seit 1848 lebte er in Genf, wo er als Schüler von Louis Dorcière an der École des beaux-arts de Genève den Unterricht besuchte. Er war vor allem kunsthandwerklich tätig und entwarf Mobiliar und künstlerische Ausstattungen für Bauwerke. Von ihm stammen einige Werke der Bauornamentik an privaten und öffentlichen Gebäuden Genfs.
Zu seinen Hauptwerken zählen die grossformatigen Löwenskulpturen am Nordportal der Domäne Parc La Grange, der Brunnen auf dem öffentlichen Platz Place de la Navigation in Genf und Büsten verschiedener Genfer Persönlichkeiten, u. a. jene des Schweizer Malers François Diday.